# Külmale maale (Album)
Külmale maale ist das 1989 erschienene Debüt-Album der estnischen Punk-Band J.M.K.E.

## Entstehung
Das Album enthält Songs, die der Musiker Villu Tamme in den 1980er Jahren schrieb und mit der 1986 gegründeten Band zum Teil schon länger ausgearbeitet hatte. An Plattenaufnahmen war jedoch zu Sowjetzeiten anfangs nicht zu denken. Erst im Zuge der Perestroika und speziell der Singenden Revolution gelang den Musikern mit dem den Zeitgeist aufgreifenden Titel Tere Perestroika (deutsch: Hallo Perestroika) größere Bekanntheit. 1989 war es den Musikern möglich, einer Einladung des auf estnische Bands spezialisierten finnischen Labels Stupido Twins zu Konzerten in Finnland und Plattenaufnahmen in den Shabby Road Studios nach Helsinki zu folgen. Die erste Veröffentlichung des Labels war die J.M.K.E.-EP Tere Perestroika. Das Debüt-Album Külmale Maale erschien ebenfalls noch 1989. Sein Titel (sinngemäß übersetzt: ins kalte Land) ist dem in Estland sehr bekannten gesellschaftskritischen Roman Külmale maale von Eduard Vilde entlehnt. Das Album enthielt auch nochmals den Titel Tere Perestroika. Das verschiedentlich, 1993 auch erstmals als CD mit Bonustiteln wiederveröffentlichte Album wird zu den besten estnischen Musik-Alben aller Zeiten gerechnet.

## Titel
1. "Valge liblika suvi"
2. "Tere perestroika"
3. "Mu vanaisa oli desertöör"
4. "Tsensor"
5. "Käed üles, Virumaa!"
6. "Elab veel Beria"
7. "Internatsid"
8. "Külmale maale"
9. "Tbilisi tänavad"
10. "Nad ei tea mu nime"
11. "Meid aitab psühhiaatria"
12. "Lõputu laupäev"

### CD-Bonustitel
1. "Pieni mies, iso tuoppi"
2. "Magamistoa aknast paistab keemiakombinaat"
3. "Lahendus on kaos"
4. "Tere perestroika I"
5. "Tere perestroika II"
6. "Sõjavägi kohustab" (demo)
7. "Lahendus on kaos II" (demo)

## Besetzung
- Gesang und Gitarre – Villu Tamme
- Bass – Lembit Krull
- Schlagzeug – Venno Vanamölder
- Produziert von – Stupido Twins